# ジョン・ホリス (初代ニューカッスル公爵)

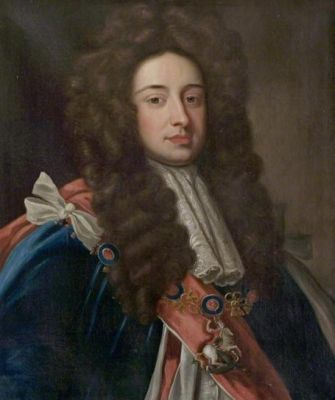
1690年の肖像画

初代ニューカッスル＝アポン＝タイン公爵ジョン・ホリス（英語: John Holles, 1st Duke of Newcastle-upon-Tyne KG PC、1662年1月9日 – 1711年7月15日）は、イギリスの貴族。1666年から1689年までホートン卿の儀礼称号を使用した。

## 生涯
第3代クレア伯爵ギルバート・ホリスとグレース・ピアポント（Grace Pierrepont、ウィリアム・ピアポントの娘）の長男として、1662年1月9日にエドウィンストーで生まれ、16日に洗礼を受けた。
姉エリザベスが1676年に初代バーナード男爵クリストファー・ヴェインと結婚すると、ジョン・ホリスは一時2人を嫌ったという。
1689年イングランド総選挙において、1689年1月14日にノッティンガムシャー選挙区で当選したが、父が1689年1月16日に死去したため、クレア伯爵の爵位を継承することとなり、庶民院に登院することはなかった。同1689年より寝室侍従、ミドルセックス統監、ミドルセックス首席治安判事（1689年7月9日任命）を務めた。その後、1691年に妻の父である第2代ニューカッスル＝アポン＝タイン公爵ヘンリー・キャヴェンディッシュが死去するとその遺産を継承したが、公爵への叙爵を拒否されたためほとんどの役職から辞任した。
1694年に第3代ホリス男爵デンジル・ホリスの遺産を継承すると、年収入が4万ポンドに上り、1694年5月14日、クレア侯爵およびニューカッスル公爵に叙されることとなった。政治での野心はないものの、影響力は大きく、1705年時点の庶民院では10議席を掌握していた。また、叙爵以降は官職への就任を再開、1694年8月16日から1711年7月15日までノッティンガムシャー統監とノッティンガムシャー首席治安判事を、1699年から1711年までイースト・ライディング・オブ・ヨークシャー首席治安判事とキングストン＝アポン＝ハル総督を、1705年から1711年までノース・ライディング・オブ・ヨークシャー統監と王璽尚書を、1711年に北トレント巡回裁判官を務め、1698年5月30日にガーター勲章を授与され、1705年3月29日にイングランド枢密院の枢密顧問官に任命された。1706年にスコットランドとの合同交渉が行われたとき、イングランド代表の1人を務めた。
1710年、ケンブリッジシャーのウィンポール・パーク（Wimpole Park）とメリルボーン館（Manor of Marylebone）を購入した。メリルボーンの領地は娘婿の第2代オックスフォード＝モーティマー伯爵エドワード・ハーレーに渡り、ハーレーはメリルボーンでホリス・ストリートという通りを命名してニューカッスル公爵を記念した。
1711年、ウェルベックでの狩猟中に落馬事故を起こし、そのときの怪我がもとで死去した。遺言状でキャヴェンディッシュの領地を娘婿に渡し、残りは甥のトマス・ペラム（後の初代ニューカッスル公爵、イギリス首相）が継承した。

## 家族
1690年3月1日、マーガレット・キャヴェンディッシュ（1661年 – 1716年、第2代ニューカッスル＝アポン＝タイン公爵ヘンリー・キャヴェンディッシュの娘）と結婚、1女を儲けた。
- ヘンリエッタ・キャヴェンディッシュ（英語版）（1694年 – 1755年） - 1713年、第2代オックスフォード＝モーティマー伯爵エドワード・ハーレーと結婚、子供あり